# Strangolamento (arti marziali)
Molte arti marziali prevedono qualche forma di strangolamento, generalmente eseguito a terra o in una situazione di grappling. 

## RNC
Lo RNC (Rear Naked Choke, laddove "naked" indica la possibilità di realizzare la tecnica anche se l'avversario non indossa un gi), anche noto come mata leao, è una forma di strangolamento posteriore resa famosa da molti film d'azione, anche se nella sua forma più pura è di difficile esecuzione in un incontro di arti marziali a causa della necessità di recarsi alle spalle dell'avversario. Per eseguirla, l'attaccante circonda col proprio avambraccio la trachea dell'avversario e lo blocca sotto la propria ascella o nella parte interna del gomito, per poi sbilanciare l'avversario all'indietro in modo da impedirgli di liberarsi. 

## Strangolamento a triangolo
Lo strangolamento a triangolo è noto per la sua natura scenografica. Per realizzarlo, l'utilizzatore deve avere la schiena a terra; trovandosi in tale situazione, afferra un braccio dell'avversario e circonda il suo collo con una delle due gambe, bloccandola con la cavità poplitea dell'altra gamba, creando una forma che ricorda vagamente un triangolo. In questo modo, l'arteria carotide viene compressa impedendo l'afflusso di sangue al cervello. Se eseguita correttamente, è una tecnica molto efficace, ed è spesso utilizzata nel judo, dove prende il nome di san kaku (三角絞, "tre lati"), nel jiu jitsu brasiliano e nelle arti marziali miste.